# Фоллмер, Джордж
Джордж Фо́ллмер (англ. George Follmer, 27 января 1934 года, Финикс) — американский автогонщик, участник чемпионата мира по автогонкам в классе Формула-1. Победитель чемпионата «Кан-Ам» 1972 года.

## Биография
Гоночную карьеру начал в 1960 году и вскоре завоевал титул чемпиона USRRC в классе машин с двигателем объёмом до 2-х литров на автомобиле «Лотус-Порше». В 1966 году участвовал в гонке «12 часов Себринга», финишировал седьмым в абсолютном зачёте и первым в своём классе. В 1967 году дебютировал в сериях USAC и «Кан-Ам», в первой финишировал шестым уже в третьей гонке, а во второй завоевал два подиума в трёх гонках. В 1969 году одержал свою единственную победу в серии USAC, в 1970-1971 годах выступал также в чемпионатах Формулы-А и Транс-Ам.
В 1972 году завоевал титул чемпиона «Кан-Ам», одержав 5 побед. На следующий год в сезоне 1973 вместе с бывшей командой «Кан-Ам» Shadow перешёл в чемпионат мира «Формулы-1», дебютировав в Гран-при ЮАР 1973 года (3 этап сезона). В своей первой гонке Формулы-1 Фоллмер набрал 1 очко за 6 место, а во второй гонке (Гран-при Испании 1973 года) пришёл на подиум, заняв 3 место, но до конца сезона так и не смог больше набрать очков. В общем зачёте занял 13 место, набрал 5 очков. Сезон 1973 стал для Фоллмера единственным в Формуле-1. С 1974 года вернулся в США, где стартовал в NASCAR, «Кан-Ам» и «Транс-Ам» (последнюю серию выиграл в 1976 году). В 1978 году попал в тяжёлую аварию на автодроме Лагуна Сека, закончившуюся переломами ног. После восстановления участвовал в гонках серии «Транс-Ам» до начала 1990-х годов. В 1986 году занял 3 место в гонке «24 часа Ле-Мана» в составе Joest Racing.
В 1999 году введён в Зал славы моторного спорта Америки.

## Результаты гонок в Формуле-1
| Легенда к таблице |                                                                    |
| --- | ------------------------------------------------------------------ |
| В таблице перечислены результаты всех Гран-при Формулы-1, в которых принимал участие гонщик. Строками таблицы являются сезоны, столбцами — этапы чемпионата мира. В каждой клетке указаны сокращённое название этапа и результат, дополнительно обозначенный цветом. Расшифровка обозначений и цветов представлена в нижеследующей таблице. |                                                                    |
| \| Пример \| Описание \| \| ------------ \| ------------------------------------------------------------------ \| \| 1 \| Победитель \| \| 2 \| Второе место \| \| 3 \| Третье место \| \| 5 \| Финишировал, заработав очки \| \| Сход \| Не финишировал, но при этом заработал очки \| \| 12 \| Финишировал, не получив очков \| \| НКЛ \| Финишировал, но не попал в финальную классификацию \| \| 15 \| Участвовал вне зачёта, либо по отдельной классификации \| \| 18 \| Не финишировал, но попал в финальную классификацию \| \| Сход \| Не финишировал \| \| НКВ \| Не прошёл квалификацию \| \| НПКВ \| Не прошёл предквалификацию \| \| ДСК \| Дисквалифицирован \| \| ИСК \| Исключён из протокола соревнований \| \| ТТ \| Заявлен для участия только в тренировках \| \| НС \| Участвовал в квалификации, но не стартовал в гонке \| \| Т \| Травмирован или болен \| \| ОТК \| Отказ от участия \| \| НТР \| Прибыл на соревнования, но на трассу не выезжал \| \| НПР \| Был заявлен в числе участников, но не прибыл к началу соревнований \| \| О \| Соревнования отменены \| \| \| Не участвовал \| \| Поул-позиция \| \| \| Быстрый круг \| \| |                                                                    |
| Пример | Описание                                                           |
| 1 | Победитель                                                         |
| 2 | Второе место                                                       |
| 3 | Третье место                                                       |
| 5 | Финишировал, заработав очки                                        |
| Сход | Не финишировал, но при этом заработал очки                         |
| 12 | Финишировал, не получив очков                                      |
| НКЛ | Финишировал, но не попал в финальную классификацию                 |
| 15 | Участвовал вне зачёта, либо по отдельной классификации             |
| 18 | Не финишировал, но попал в финальную классификацию                 |
| Сход | Не финишировал                                                     |
| НКВ | Не прошёл квалификацию                                             |
| НПКВ | Не прошёл предквалификацию                                         |
| ДСК | Дисквалифицирован                                                  |
| ИСК | Исключён из протокола соревнований                                 |
| ТТ | Заявлен для участия только в тренировках                           |
| НС | Участвовал в квалификации, но не стартовал в гонке                 |
| Т | Травмирован или болен                                              |
| ОТК | Отказ от участия                                                   |
| НТР | Прибыл на соревнования, но на трассу не выезжал                    |
| НПР | Был заявлен в числе участников, но не прибыл к началу соревнований |
| О | Соревнования отменены                                              |
| | Не участвовал                                                      |
| Поул-позиция |                                                                    |
| Быстрый круг |                                                                    |

| Год  | Команда | Шасси      | Двигатель | 1   | 2   | 3     | 4     | 5        | 6      | 7      | 8        | 9        | 10     | 11       | 12       | 13     | 14     | 15     | Место | Очки |
| ---- | ------- | ---------- | --------- | --- | --- | ----- | ----- | -------- | ------ | ------ | -------- | -------- | ------ | -------- | -------- | ------ | ------ | ------ | ----- | ---- |
| 1973 | Shadow  | Shadow DN1 | Cosworth  | АРГ | БРА | ЮАР 6 | ИСП 3 | БЕЛ Сход | МОН НС | ШВЕ 14 | ФРА Сход | ВЕЛ Сход | НИД 10 | ГЕР Сход | АВТ Сход | ИТА 10 | КАН 17 | США 14 | 13    | 5    |

## Результаты выступлений вИнди-500
| Год  | Шасси       | Двигатель | Старт | Финиш |
| ---- | ----------- | --------- | ----- | ----- |
| 1968 | Чита        | Форд      | НКВ   |       |
| 1969 | Чита        | Форд      | 27    | 27    |
| 1970 | Браунер-Хок | Форд      | 21    | 31    |
| 1971 | Кинг        | Оффи      | 29    | 15    |
| 1975 | Игл         | Оффи      | НКВ   |       |